# Hèstia
|  | Per a altres significats, vegeu «(46) Hèstia». |

Hèstia (en grec antic Ἑστία, 'llar') era la deessa de la llar en la mitologia grega; en la mitologia romana fou anomenada Vesta.
Era la filla gran dels titans Cronos i Rea i, per tant, va ser la primera a ser devorada pel seu pare Cronos. Tot i ser desitjada per altres déus com Posidó o Apol·lo, Hèstia va jurar el seu vot de castedat per Zeus. Segons la tradició grega, Hèstia va ser la inventora de la construcció de cases i la protectora dels sentiments més íntims i profunds, i a més a més d'ella depenia que hi hagués harmonia tant en el matrimoni, com en les cases i les ciutats. Al cap dels anys va acabar portant l'harmonia arreu de l'univers.
Hi havia diversos temples arreu del territori grec en honor d'Hèstia, on els ambaixadors estrangers hi trobaven asil i un lloc per retre culte als déus. Alguns dels santuaris dedicats a Hèstia més famosos es troben a Atenes, Esparta o Olímpia. Quan alguna polis grega enviava expedicions per colonitzar noves terres, els seus integrants anaven al temple d'Hèstia més proper i hi encenien una torxa que s'havia de mantenir encesa fins a arribar al lloc adequat per fundar la colònia. Aquesta torxa simbolitzava la unió entre la nova colònia i la seva metròpoli. En el cas que s'apagués la torxa s'havia d'encendre mitjançant rituals sagrats en honor de la deessa verge. Hèstia també podia ser objecte de culte a qualsevol temple de qualsevol déu. Mentre la resta de les divinitats anaven i venien pel món, Hèstia s'estava immòbil a l'Olimp: així com la llar domèstica era el centre religiós d'una residència, Hèstia era el centre religiós de la residència divina.

## Orígens i etimologia
El nom d'Hestia significa "fogar, llar de foc, altar". Això prové de l'arrel protoindoeuropea *wes, "cremar". Per tant, es refereix al oikos: vida domèstica, llar, casa o família. Burkert afirma que «una forma primerenca del temple és la casa de la llar; els primers temples de Dreros i Priniàs a Creta són d'aquest tipus, com de fet ho és el temple d'Apol·lo a Delfos que sempre va tenir la seva hestia interior». La gran sala micènica (mègaron), com la sala d'Homer d'Odisseu a Ítaca, tenia un llar central. De la mateixa manera, el foc del posterior prytaneum grec era el focus ritual i secular de la comunitat i el govern. El nom d'Hestia la converteix així en una personificació de la llar i el seu foc, un símbol de la societat i la família, que també denota autoritat i reialesa.

## Mitologia

### Origen

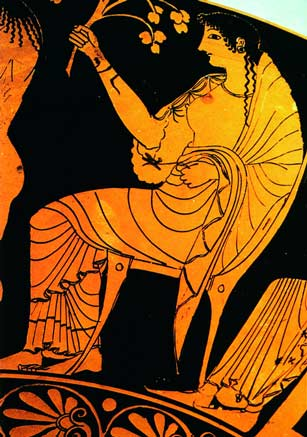
Hèstia sostenint una branca d'un cílix de figures vermelles, atribuïda a Oltos, Museu Nacional de Tarquínia.

Hèstia és una deessa de la primera generació olímpica. És la filla gran dels Titans Rhea i Cronos, i germana de Demèter, Hades, Hera, Posidó i Zeus. Immediatament després del seu naixement, Cronos es va empassar tots els seus fills (Hèstia va ser la primera en ser engolida) excepte l'últim i el més jove, Zeus, que va ser salvat per Rea. En canvi, Zeus va obligar a Cronos a degollar els seus germans i els va portar a una guerra contra el seu pare i els altres titans. Com a «primera en ser devorada... i l'última en ser retornada», Hèstia és així la filla gran i la petita; aquesta inversió mítica es troba a l'Himne homèric a Afrodita (700 aC).
Zeus va assignar a Hestia el deure d'alimentar i mantenir els focs de la llar olímpica amb les porcions grasses i combustibles dels sacrificis d'animals als déus. Allà on es cuinava el menjar, o es cremava una ofrena, així tenia la seva part d'honor; també, en tots els temples dels déus, té part d'honor. «Entre tots els mortals, era la cap de les deesses».

### Deessa verge
Els déus Posidó i Apol·lo (el seu germà i el seu nebot respectivament) es van enamorar d'Hèstia i van competir per la seva mà en matrimoni. Però Hestia no va voler cap d'ells, i va anar a Zeus en canvi i va jurar un gran jurament que romandria verge per sempre i mai es casaria. A l'Himne homèric a Afrodita, Afrodita es descrita dient «no té poder» sobre Hèstia.

### Estatus i atributs
A Atenes, "en temps de Plató", assenyala Kenneth Dorter «hi havia una discrepància en la llista dels dotze principals déus, quant a si Hèstia o Dionís s'incloïa amb els altres onze. L'altar per a ells a l'àgora, per exemple, incloïa Hèstia, però el fris de l'est del Partenó tenia Dionís en el seu lloc.» No obstant això, la llar era inamovible i «no hi ha cap història que Hestia hagués estat remoguda mai de la seva residència fixa». Burkert comenta que «Atès que la llar és inamovible, Hèstia no pot participar ni tan sols en la processó dels déus».

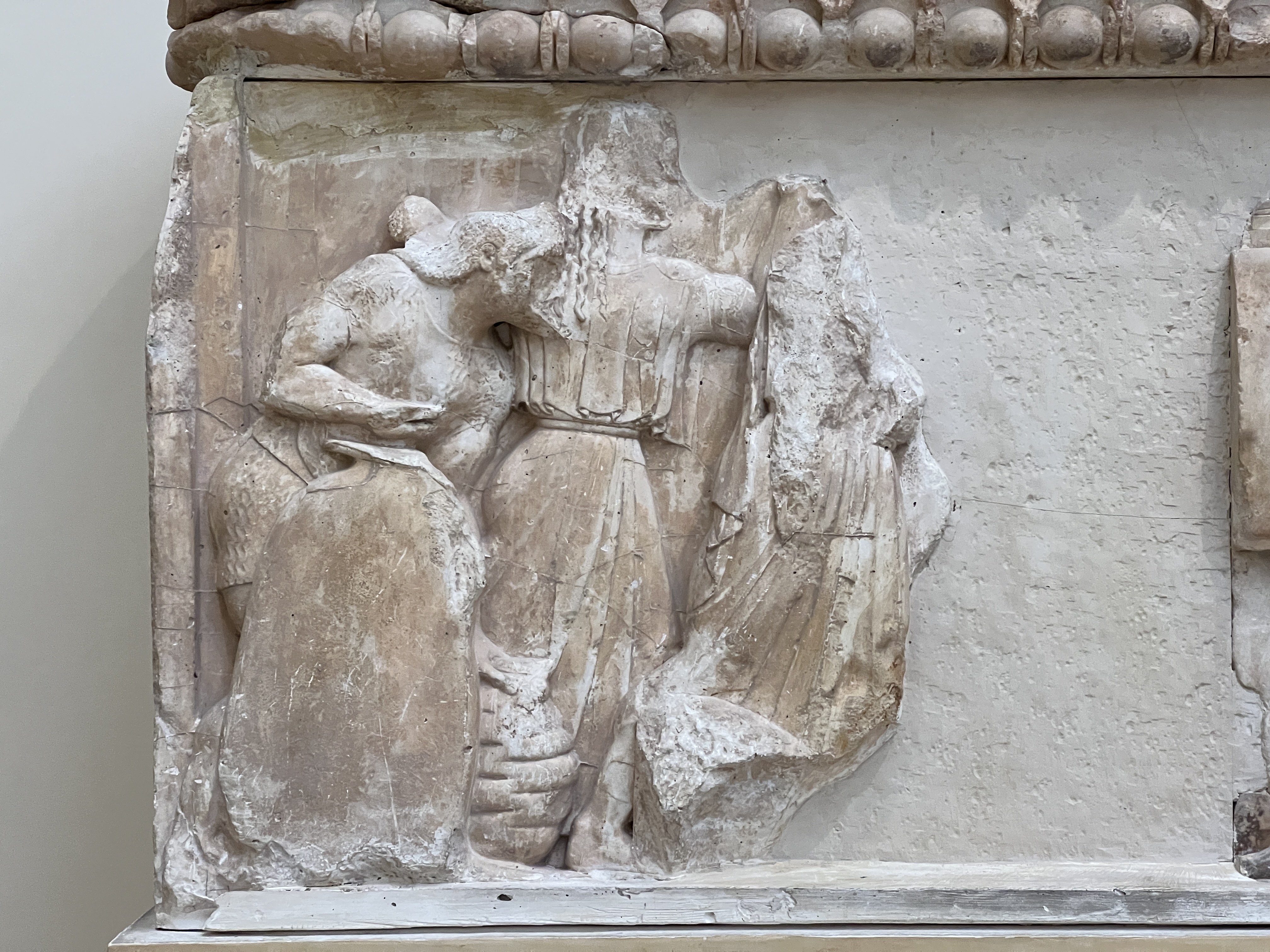
Hestia (?) al fris nord del Tresor de Sifnos, aC, Museu Arqueològic de Delfos, Grècia.

Tradicionalment, Hestia està absent de les representacions antigues de la Gegantomàquia, ja que és qui ha de mantenir els focs de la llar encesa quan els altres déus estan fora. No obstant això, la seva possible participació en la lluita contra els Gegants s'evidencia en una inscripció al fris nord del Tresor de Sifnos a Delfos; Brinkmann (1985) suggereix que els traços de lletres d'una de les dues deesses just al costat d'Hefest siguin restaurats com "Hèstia", encara que altres possibles candidats inclouen Demèter i Persèfone, o dues dels tres Moires.
El seu estatus mitogràfic com a primogènit de Rea i Cronos sembla justificar la tradició en la qual es fa una petita ofrena a Hèstia abans de qualsevol sacrifici («Hèstia va primer»), encara que això no era universal entre els grecs. A L'Odissea 14, 432–436, el lleial porquer Eumeu comença la festa del seu mestre Odisseu arrancant els flocs del cap d'un senglar i llançant-los al foc amb una pregària dirigida a tots els poders, després va tallar la carn en set porcions iguals: una la va deixar de banda, aixecant una pregària a les nimfes del bosc i a Hermes, el fill de Maia.
Hèstia s'identifica amb la llar com a objecte físic, i les abstraccions de la comunitat i la domesticitat, en contrast amb el foc de la farga emprada en la ferreria i la metal·lúrgia, la província del déu Hefest. Les representacions d'ella són rares i poques vegades segures. En l'art clàssic grec, de tant en tant es representa com una dona, senzilla i modestament envoltada d'un vel al cap. De vegades, es mostra amb un bastó a la mà o amb un gran foc. S'asseu en un tron de fusta llisa amb un coixí de llana blanca i, declara Robert Graves, «no es va preocupar d'escollir un emblema per a ella mateixa». El seu animal de sacrifici associat era un porc domèstic.

### Equivalència
El seu equivalent romà és Vesta;

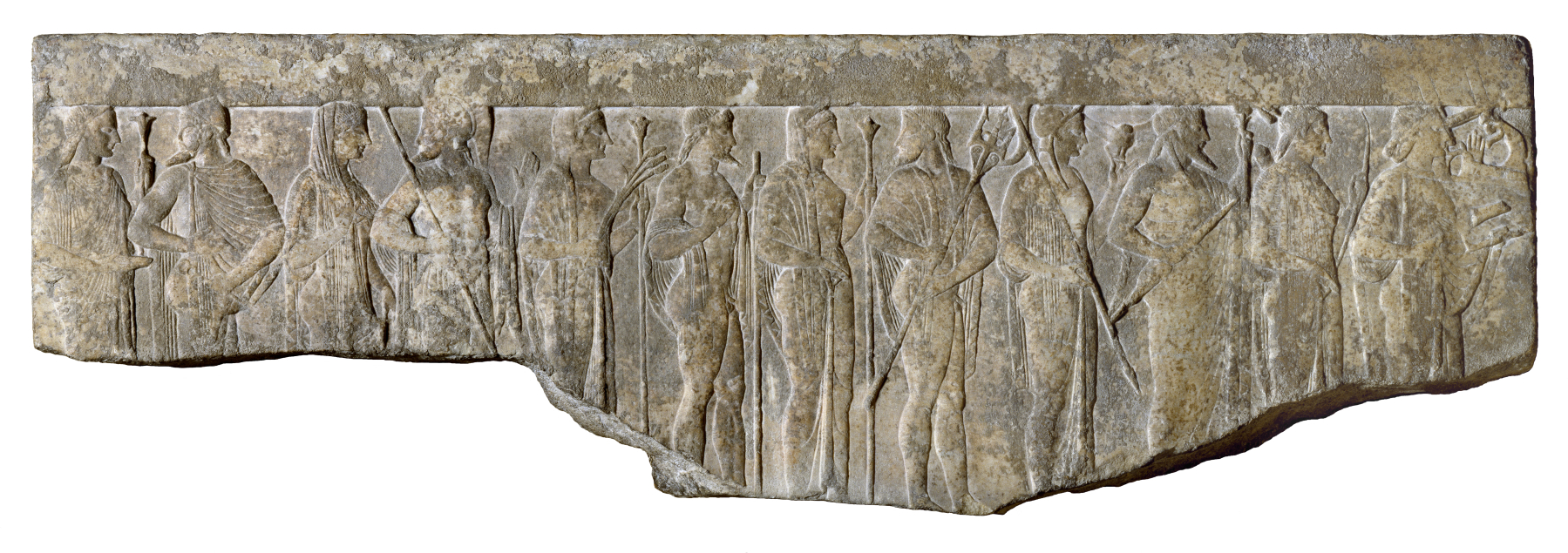
Fragment d'un relleu hel·lenistic (aC - dC) que representa els dotze olímpics portant els seus atributs en processó; Hestia amb ceptre a l'esquerra, al Walters Art Museum.

Vesta té funcions similars com a personificació divina dels fogars "públics", domèstics i colonials de Roma, unint els romans en una forma de família extensa. La similitud de noms entre Hestia i Vesta és, però, enganyosa: «La relació hestia-histie-Vesta no es pot explicar en termes de lingüística indoeuropea; préstecs d'un tercer el llenguatge també ha d'estar implicat», segons Walter Burkert. Heròdot equipara Hèstia amb la deïtat d'alt rang de l'escita Tabiti. Procopi l'equipara amb el foc sagrat Zoroastrista (atar) dels Sassànides a Takht-e Soleyman.

## Culte

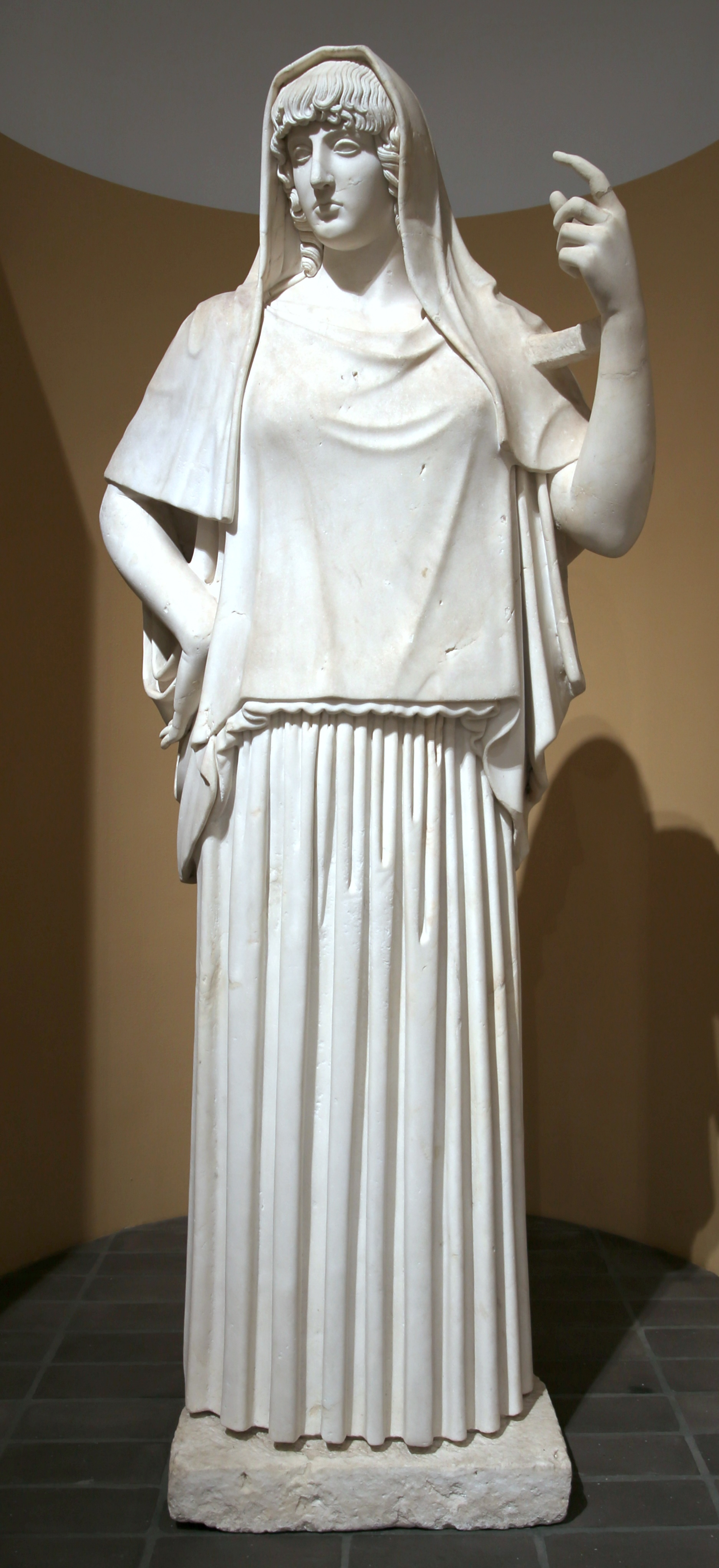
Hèstia Giustiniani, còpia romana d'un original grec del, Col·lecció Torlonia

El culte a Hestia es va centrar al voltant de la llar, tant domèstica com cívica. La llar era essencial per a la calor, la preparació dels aliments i la realització d'ofrenes de sacrifici a les divinitats. A les festes, a Hèstia se li oferia la primera i l'última libació de vi. Pausànias (geògraf) va escriure que els habitants d'Èlida feien sacrificis primer a Hèstia i després a altres déus. Xenofont va escriure a la Cyropaedia que Cir II el Gran feia sacrificis primer a Hèstia, després al deu sobirà Zeus i després a qualsevol altre déu que els magí suggerissin.
L'extinció accidental o negligent d'un foc domèstic representava un fracàs de l'atenció domèstica i religiosa de la família; el fet de no mantenir el foc públic d'Hèstia al seu temple o santuari era un incompliment del deure cap a l'àmplia comunitat. El foc de la llar es podia apagar de manera deliberada i ritual en cas de necessitat; però la seva il·luminació havia d'anar acompanyada de rituals de finalització, purificació i renovació, comparables amb els rituals i les connotacions d'una flama eterna i de les làmpades dels santuaris. A nivell de la polis, els fogars de les colònies gregues i les seves ciutats mare es van aliar i santificar mitjançant el culte d'Hèstia. Ateneu de Nàucratis, a El sopar dels erudits, escriu que a Nàucratis la gent sopava al Pritaneu l'aniversari d'Hèstia Pritanitis.
La responsabilitat del culte domèstic d'Hèstia normalment recaia en la dona principal de la llar, encara que de vegades en un home. Els ritus d'Hèstia a les llars dels edificis públics eren generalment dirigits per titulars de càrrecs civils; Dionisi d'Halicarnàs testifica que el prytaneum d'un estat o comunitat grec era sagrat per a Hèstia, que era servida pels funcionaris estatals més poderosos.
Hèstia inventà l'art de construir, per la qual cosa amb ella finalitzaven sempre les oracions als déus. D'ella en depenia la felicitat conjugal i l'harmonia de la família. Estengué la seva protecció sobre els altars, els palaus dels governants i, per analogia, sobre els estats entesos com la llar de cada poble. D'ella, per tant, depenia l'harmonia i la felicitat dels habitants d'una ciutat. Amb el pas del temps àdhuc s'amplià la seva protecció a tot l'univers, assumint que un foc sagrat místic donava vida a tota la natura. En aquest sentit, en un estadi de la religió més evolucionat, es confonia el seu culte amb el de deesses com Cíbele, Gea, Demèter o Àrtemis.
Als seus temples (els pritaneus), situats al centre de les ciutats a l'aire lliure, s'hi rebia els ambaixadors estrangers, essent un lloc d'especial culte i d'asil, fins al punt que se'ls considerava el temple de tots els déus, però presidits per Hèstia. Quan els habitants d'una polis partien per colonitzar altres terres, portaven una torxa amb el foc de l'altar d'Hèstia, encenent amb ell el nou altar de la colònia, com a símbol d'unió amb la metròpoli. Si aquest foc s'apagava, no podia tornar a ser encès amb medis tradicionals, sinó que s'establia un ritu sagrat i se n'encenia un de nou mitjançant fricció o amb cristalls escalfats al sol.
Foren famosos els temples d'Hèstia construïts a Atenes, Oropos, Hermíona, Esparta, Olímpia, Larisa i Tènedos. La regió del nord de l'Hestieòtida, a Tessàlia, fou un lloc que estava sota la protecció de la deessa.

## Representacions

### Plató
Al diàleg de Fedre, Plató hi descrigué com Zeus divideix tots els déus, semidéus i criatures divines en 12 esquadrons capitanejats per un déu olímpic. Tanmateix, només onze surten de l'Olimp, quedant-se el d'Hèstia a la llar dels déus. Quan Hèstia cedeix el seu lloc a Dionís, aquest esquadró s'uneix als restants.

### Homer
Segons els himnes homèrics, la mansió d'Hèstia estava ubicada a la part més alta de l'Olimp. A més a més, es mostra com Hèstia, que tot i que mantingué un tracte cordial amb tots els déus i sempre es mantingué neutral en les disputes tant divines com humanes, mantenia una relació diferent amb els déus. Sens dubte, Hermes fou el seu nebot favorit i qui, quan aquest romania a l'Olimp, passava molt de temps a casa de la seva tia explicant-li les seves aventures o les notícies que els passaven als déus, semidéus o humans. A més, tia i nebot eren qui organitzaven els banquets i s'encarregaven de reunir els altres déus. Al contrari, Afrodita fou una deessa el comportament de la qual sempre desaprovà i no hi hagué cap ocasió en què ella pogués convèncer o enganyar perquè la virginal Hèstia es permetés un affaire amorós.

### Ovidi
Ovidi narra una escena en què Príap, ebri, havia intentat violar sexualment Hèstia en una festa en què havien acudit tots els déus i després de la qual molts s'havien quedat adormits. El ritual de l'ase de Silè despertà la deessa just quan el seu agressor se li llançava al damunt, i tingué prou temps per fugir esperitada originant una situació força còmica. Tanmateix, és possible que aquesta història sigui una deformació llatina posterior d'una escena protagonitzada per la nimfa Lotis.
L'escena també explica que en comptes de ser Hèstia qui escapava, fou Príap, atès que en despertar la deessa, començà a cridar-li i ell fugí. Aquest fet provocà que l'ase fos l'animal favorit d'Hèstia i durant les seves festivitats aquests animals eren guarnits amb garlandes.